# Daniel Tranca
Daniel Tranca (* 11. Februar 1994 in Miercurea Ciuc) ist ein rumänischer Eishockeyspieler, der seit 2021 erneut beim Gyergyói HK in der Ersten Liga spielt.

## Karriere

### Club
Daniel Tranca, der der ungarischsprachigen Minderheit der Szekler in Rumänien angehört, begann seine Karriere beim SC Miercurea Ciuc, dem traditionellen Klub der Szekler, für den er in der ungarischen U18-Liga spielte. 2010 wechselte er zum ungarischen Hauptstadtklub Ferencvárosi TC, wo er in den verschiedenen Nachwuchsmannschaften des Klubs spielte, aber auch in der MOL Liga und der ungarischen Eishockeyliga eingesetzt wurde. 2011 kehrte er nach Rumänien zurück, wo er wieder beim HSC Csíkszereda, wie sich der SC Miercurea Ciuc nunmehr nennt, in der Rumänischen Eishockeyliga und der MOL Liga spielte. 2012 und 2013 wurde er mit der Mannschaft rumänischer Landesmeister und 2014 Pokalsieger. Anfang 2015 wechselte er zum CS Progym Gheorgheni, für den er die Saison in der rumänischen Liga zu Ende spielte. Danach wechselte er zum ASC Corona 2010 Brașov, für den er seither in der rumänischen und der MOL Liga spielt. Mit Corona wurde er 2017 erneut rumänischer Meister. 2021 kehrte er nach Gheorgheni zurück, wo er beim Gyergyói HK, wie sich der CS Progym inzwischen nennt, spielt.

### International
Tranca spielt international im Gegensatz zu anderen Szeklern, die für Ungarn antreten, für sein Geburtsland Rumänien. Bereits im Juniorenbereich war er bei Weltmeisterschaften aktiv: Er nahm an den U18-Weltmeisterschaften 2010, 2011 und 2012 sowie an den U20-Weltmeisterschaften 2011, 2012 und 2013 jeweils in der Division II teil.
Sein Debüt in der Herren-Nationalmannschaft gab Tranca im November 2012 bei der Qualifikation für die Olympischen Winterspiele in Sotschi 2014. Bei der Weltmeisterschaft 2015 vertrat er seine Farben in der Division II und erreichte dort den Aufstieg in die Division I. Dort spielte er dann bei den Weltmeisterschaften 2018, 2019 und 2021. Zudem vertrat er seine Farben bei den Olympiaqualifikationen für die Winterspiele in Pyeongchang 2018 und in Peking 2022.

## Erfolge und Auszeichnungen

### National
- 2012 Rumänischer Meister mit dem HSC Csíkszereda
- 2013 Rumänischer Meister mit dem HSC Csíkszereda
- 2014 Rumänischer Pokalsieger mit dem HSC Csíkszereda
- 2017 Rumänischer Meister mit dem ASC Corona 2010 Brașov

### International
- 2012 Aufstieg in die Division II, Gruppe A bei der U20-Weltmeisterschaft der Division II, Gruppe B
- 2015 Aufstieg in die Division I, Gruppe B bei der Weltmeisterschaft der Division II, Gruppe A
- 2019 Aufstieg in die Division I, Gruppe A bei der Weltmeisterschaft der Division I, Gruppe B

## MOL-/Erste-Liga-Statistik
(Stand: Ende der Saison 2021/22)